# Poly (film)
Pour les articles homonymes, voir Poly.
Pour plus de détails, voir Fiche technique et Distribution.
Poly est un film français sorti en 2020 et réalisé par Nicolas Vanier d'après le feuilleton homonyme de Cécile Aubry.

## Synopsis
Cécile, une fillette d'une dizaine d'années, vient s'installer à Beaucastel dans les Cévennes avec sa mère Louise. Elle peine à s'habituer à cette nouvelle vie et à ses nouveaux camarades de classe. L'arrivée d'un cirque va bouleverser son quotidien : parmi les animaux de la troupe se trouve un petit poney, Poly, maltraité par le directeur Brancalou. Elle décide de le sauver coûte que coûte.

## Fiche technique
Sauf indication contraire, les informations mentionnées dans cette section peuvent être confirmées par la base de données cinématographiques Unifrance,  présente dans la section « Liens externes ».
- Titre original : Poly
- Réalisation : Nicolas Vanier
- Scénario : Jérôme Tonnerre, Maxime Giffard, Nicolas Vanier, d'après la série télévisée Poly et le roman éponyme de Cécile Aubry
- Musique : Éric Neveux
- Photographie : Christophe Graillot
- Montage : Raphaële Urtin
- Décors : Sébastian Birchler
- Costumes : Mahémiti Deregnaucourt
- Production : Yves Darondeau, Emmanuel Priou, Thierry Desmichelle
- Sociétés de production : SND Groupe M6 et Bonne Pioche
- Distribution : SND
- Pays d'origine :  France
- Langue originale : français
- Genre : drame, aventure
- Durée : 102 minutes
- Dates de sortie :
  - France : 29 août 2020 (Festival du film francophone d'Angoulême)[1] ; 21 octobre 2020

## Distribution
- Julie Gayet : Louise
- François Cluzet : Victor
- Patrick Timsit : Brancalou
- Elisa de Lambert : Cécile
- Orian Castano : Pablo
- Anne-Marie Pisani : Madame Gina
- Gérard Dubouche : le maire
- Mathilde Dromard : Colette
- Luc Palun et Jean-Jérôme Esposito : les gendarmes

## Accueil

### Critique
En France, le site Allociné recense une moyenne des critiques presse de 2,7⁄5, sur un total de 18 critiques presse.
Pour Caroline Vié du quotidien 20 Minutes, « L'authenticité de ses prises de vues ne fait aucun doute car il laisse le temps à ses comédiens humains ou pas d'oublier la caméra. Cela apporte à Poly un cachet d'authenticité favorisant les émotions extra-larges que le cinéaste veut faire ressentir. ».
D'après  Corinne Renou-Nativel du journal La Croix, « Nicolas Vanier poursuit sa transposition de l'œuvre de Cécile Aubry sur le grand écran avec un film aimable et calibré pour séduire toute la famille, mais sans surprise. ».

## Autour du film
- Poly est le second film adapté d'une œuvre de Cécile Aubry au cinéma après Belle et Sébastien sorti en décembre 2013 et par ailleurs déjà réalisé par Nicolas Vanier.
- Le château médiéval qui apparaît dans plusieurs scènes du film est le château de Portes[5]

## Novélisation
- Nicolas Vanier, Poly, XO éditions, 256 pages, Paris, 11 juin 2020  (ISBN 9782374482378) (« Poly, XO Editions » (consulté le 26 juin 2020))